# Wolfgang Dremmler
Wolfgang Dremmler (Salzgitter, Baja Sajonia, 12 de julio de 1954) es un exfutbolista alemán. Se desempeñaba como centrocampista y defensa.
Tras su retirada, es director de ojeadores del FC Bayern Múnich.

## Clubes
| Club                | País                | Año       |
| ------------------- | ------------------- | --------- |
| Eintracht Brunswick | Alemania Occidental | 1974-1979 |
| FC Bayern Múnich    | Alemania Occidental | 1979-1986 |

## Palmarés

### Como jugador

#### Torneos nacionales
| Título           | Club          | País                | Año     |
| ---------------- | ------------- | ------------------- | ------- |
| Bundesliga       | Bayern Múnich | Alemania Occidental | 1979-80 |
| Bundesliga       | Bayern Múnich | Alemania Occidental | 1980-81 |
| Copa de Alemania | Bayern Múnich | Alemania Occidental | 1982    |
| Copa de Alemania | Bayern Múnich | Alemania Occidental | 1984    |
| Bundesliga       | Bayern Múnich | Alemania Occidental | 1984-85 |
| Copa de Alemania | Bayern Múnich | Alemania Occidental | 1986    |
| Bundesliga       | Bayern Múnich | Alemania Occidental | 1985-86 |